# جوسيف مولر
جوسيف مولر (بالألمانية: Josef Müller)‏ (6 مايو 1893 فورتسبورغ ألمانيا - 22 مارس 1984 لودفيغسهافن ألمانيا) هو لاعب كرة قدم ألماني سابق كان يلعب كمدافع، شارك في الألعاب الأولمبية الصيفية 1928.

## روابط خارجية
- جوسيف مولر على موقع قاعدة بيانات كرة القدم.إي يو (الإنجليزية)
- جوسيف مولر على موقع بيانات كرة القدم. دي إي (الألمانية)
- جوسيف مولر على موقع ناشيونال فوتبول تيمز (الإنجليزية)
- جوسيف مولر على موقع عالم كرة القدم.نت (الإنجليزية)
- جوسيف مولر على موقع أوليمبيديا (الإنجليزية)